# Radovna, Gorje
Radovna je naselje v Občini Gorje.